# Gueudecourt
Gueudecourt é uma comuna francesa na região administrativa de Altos da França, no departamento de Somme. Estende-se por uma área de 4,87 km². Em 2010 a comuna tinha 98 habitantes (densidade: 20,1 hab./km²).